# Детор
Детор (фр. Destord) насеље је и општина у североисточној Француској у региону Лорена, у департману Вогези која припада префектури Епинал.
По подацима из 2011. године у општини је живело 221 становника, а густина насељености је износила 43,85 становника/km². Општина се простире на површини од 5,04 km². Налази се на средњој надморској висини од 350 метара (максималној 364 m, а минималној 311 m).

## Демографија
| 1962. | 1968. | 1975. | 1982. | 1990. | 1999. | 2011. |
| ----- | ----- | ----- | ----- | ----- | ----- | ----- |
| 119   | 128   | 105   | 181   | 222   | 205   | 221   |

График промене броја становника у току последњих година